# Campionato europeo di pallanuoto 2003 (femminile)
Il campionato europeo di pallanuoto 2003 è stato la XIª edizione femminile e si è svolto a Lubiana, Slovenia, dal 7 al 14 giugno. L'evento è stato organizzato dalla LEN.
La finale del torneo è stata disputata per la seconda edizione consecutiva da Italia e Ungheria. In questa circostanza, a differenza di Budapest 2001, si sono imposte le atlete azzurre conquistando il quarto titolo europeo.

## Squadre partecipanti
GRUPPO A
- Grecia
- Germania
- Italia
- Russia

GRUPPO B
- Ungheria
- Paesi Bassi
- Slovenia
- Spagna

## Fase preliminare

### Gruppo A
|    | Squadra  | Punti | G | V | N | P | GF | GS | Diff |
| -- | -------- | ----- | - | - | - | - | -- | -- | ---- |
| 1. | Italia   | 6     | 3 | 3 | 0 | 0 | 33 | 24 | +9   |
| 2. | Russia   | 4     | 3 | 2 | 0 | 1 | 30 | 27 | +3   |
| 3. | Grecia   | 2     | 3 | 1 | 0 | 2 | 16 | 20 | -4   |
| 4. | Germania | 0     | 3 | 0 | 0 | 3 | 22 | 30 | -8   |

- 7 giugno

| Italia   | 7 – 5  | Grecia |
| Germania | 9 – 11 | Russia |

- 8 giugno

| Germania | 4 – 7   | Grecia |
| Italia   | 14 – 10 | Russia |

- 9 giugno

| Russia | 9 – 4  | Grecia   |
| Italia | 12 – 9 | Germania |

### Gruppo B
|    | Squadra     | Punti | G | V | N | P | GF | GS | Diff |
| -- | ----------- | ----- | - | - | - | - | -- | -- | ---- |
| 1. | Ungheria    | 6     | 3 | 3 | 0 | 0 | 45 | 14 | +31  |
| 2. | Paesi Bassi | 4     | 3 | 2 | 0 | 1 | 43 | 17 | +26  |
| 3. | Spagna      | 2     | 3 | 1 | 0 | 2 | 32 | 19 | +13  |
| 4. | Slovenia    | 0     | 3 | 0 | 0 | 3 | 3  | 73 | -70  |

- 7 giugno

| Ungheria | 10 – 9 | Paesi Bassi |
| Slovenia | 1 – 22 | Spagna      |

- 8 giugno

| Ungheria    | 27 – 1 | Slovenia |
| Paesi Bassi | 10 – 6 | Spagna   |

- 9 giugno

| Paesi Bassi | 24 – 1 | Slovenia |
| Ungheria    | 8 – 4  | Spagna   |

## Fase finale

### Tabellone
|  | Quarti di finale      | Quarti di finale |                           |                           | Semifinali  | Semifinali |  |  | Finale | Finale |
|  |                       |                  |                           |                           |             |            |  |  |        |        |
|  |                       |                  |                           |                           |             |            |  |  |        |        |
|  |                       |                  |                           |                           |             |            |  |  |        |        |
|  | Italia                |                  |                           |                           |             |            |  |  |        |        |
|  |                       |                  |                           |                           |             |            |  |  |        |        |
|  | ammessa in semifinale |                  |                           |                           |             |            |  |  |        |        |
|  | Italia                | 7                |                           |                           |             |            |  |  |        |        |
|  | Italia                | 7                |                           |                           |             |            |  |  |        |        |
|  |                       | Paesi Bassi      | 5                         |                           |             |            |  |  |        |        |
|  | Paesi Bassi           | Paesi Bassi      | 5                         | 6                         |             |            |  |  |        |        |
|  | Paesi Bassi           |                  |                           | 6                         |             |            |  |  |        |        |
|  | Grecia                | 5                |                           |                           |             |            |  |  |        |        |
|  | Grecia                | 5                | Italia                    | 6                         |             |            |  |  |        |        |
|  |                       |                  | Italia                    | 6                         |             |            |  |  |        |        |
|  |                       | Ungheria         | 5                         |                           |             |            |  |  |        |        |
|  | Ungheria              | Ungheria         | 5                         |                           |             |            |  |  |        |        |
|  |                       |                  |                           |                           |             |            |  |  |        |        |
|  | ammessa in semifinale |                  |                           |                           |             |            |  |  |        |        |
|  | Ungheria              | 7                | Finale per il terzo posto | Finale per il terzo posto |             |            |  |  |        |        |
|  | Ungheria              | 7                | Finale per il terzo posto | Finale per il terzo posto |             |            |  |  |        |        |
|  |                       | Russia           | 6                         |                           |             |            |  |  |        |        |
|  | Russia                | Russia           | 6                         | 12                        | Paesi Bassi | 6          |  |  |        |        |
|  | Russia                |                  |                           | 12                        | Paesi Bassi | 6          |  |  |        |        |
|  | Spagna                | 10               |                           | Russia                    | 7           |            |  |  |        |        |
|  | Spagna                | 10               |                           |                           | 7           |            |  |  |        |        |
|  |                       |                  |                           |                           |             |            |  |  |        |        |
|  |                       |                  |                           |                           |             |            |  |  |        |        |

### Quarti di finale
| Data     | Partita     | Partita | Partita |
| -------- | ----------- | ------- | ------- |
| 12.06.03 | Paesi Bassi | 6-5     | Grecia  |
| 12.06.03 | Russia      | 12-10   | Spagna  |

### Semifinali
| Data     | Partita  | Partita | Partita     |
| -------- | -------- | ------- | ----------- |
| 13.06.03 | Italia   | 7-5     | Paesi Bassi |
| 13.06.03 | Ungheria | 7-6     | Russia      |

### Finali
- 7º posto

| Data     | Partita  | Partita | Partita  |
| -------- | -------- | ------- | -------- |
| 12.06.03 | Germania | 21-1    | Slovenia |

- 5º posto

| Data     | Partita | Partita | Partita |
| -------- | ------- | ------- | ------- |
| 13.06.03 | Grecia  | 6-5     | Spagna  |

- Finale per il Bronzo

| Data     | Partita     | Partita | Partita |
| -------- | ----------- | ------- | ------- |
| 14.06.03 | Paesi Bassi | 6-7     | Russia  |

- Finale per l'Oro

| Data     | Partita | Partita | Partita  |
| -------- | ------- | ------- | -------- |
| 14.06.03 | Italia  | 6-5     | Ungheria |

## Classifica finale
| Pos. | Squadra     |
| ---- | ----------- |
|      | Italia      |
|      | Ungheria    |
|      | Russia      |
| 4    | Paesi Bassi |
| 5    | Grecia      |
| 6    | Spagna      |
| 7    | Germania    |
| 8    | Slovenia    |

## Fonti
- (EN) Todor66.com - Sport statistics Archive, su todor66.com.